# Detention (trò chơi điện tử)
Detention (tiếng Trung: 返校; Hán-Việt: Phản hiệu; bính âm: Fǎn Xiào; nghĩa đen 'Trở về mái trường') là trò chơi điện tử thuộc thể loại kinh dị sinh tồn mạo hiểm được phát triển bởi nhóm sản xuất trò chơi Đài Loan Red Candle Games trên nền tảng Steam. Trò chơi được thiết kế với đồ họa 2D, với không khí kinh dị trong bối cảnh Đài Loan dưới chế độ Thiết quân luật những năm 1960. Trong trò chơi chứa nhiều yếu tố tâm linh dựa trên văn hóa và thần thoại Đài Loan. Bản chơi thử của trò chơi được phát hành trên Steam Greenlight vào ngày 13 tháng 6 năm 2016, sau đó chính thức ra mắt vào ngày 13 tháng 1 năm 2017. Nó cũng được phát hành trên hệ máy PlayStation 4 vào ngày 12 tháng 1 năm 2018, và trên Nintendo Switch vào ngày 1 tháng 3 cùng năm.
Ý tưởng trò chơi ban đầu cung cấp bởi nhà đồng sáng lập Red Candle Games là Diêu Thuấn Đình. Tháng 2 năm 2017, phiên bản tiểu thuyết đựa trên nội dung trò chơi do Linh Tinh chấp bút được phát hành. Phiên bản phim điện ảnh chuyển thể được phát hành vào ngày 20 tháng 9 năm 2019, và được phân phối bởi Warner Bros. Đài Loan.
Nhạc chủ đề và nhạc nền trò chơi Detention được sáng tác bởi nhạc sĩ Trương Vệ Phàm. Soundtrack này có thể tải về khi phát hành kèm với trò chơi trên Steam.

## Gameplay
Màn hình trò chơi sử dụng cuộn ngang 2D để di chuyển sang trái và phải. Trong một số phân cảnh, game bị hạn chế góc nhìn (ngoại trừ nhân vật chính), người chơi cần dùng chuột click vào để khám phá khuôn viên, khi có vật phẩm cho việc giải đố con trỏ sẽ biến thành các biểu tượng như đôi mắt. Người chơi có thể giải câu đố thông qua các manh mối liên quan thu được sau khi khám phá. Phía dưới của màn hình là thanh vật phẩm, vật dụng thu được trong game sẽ được lưu trữ ở đó, khi cần dùng nhấn giữ chuột trái và kéo đến để sử dụng. Đồng thời, cần nhấn phím phải để nín thở tránh sự tấn công của các hồn ma.

## Tóm tắt
Lấy bối cảnh Khủng bố trắng tại Đài Loan những năm 1960, hai học sinh tên Đình và Hân tình cờ gặp nhau và cùng mắc kẹt trong trường cao trung Thúy Hoa (翠華中學) tọa lạc trong một vùng núi hẻo lánh. Những nơi họ từng biết bỗng chốc thay đổi theo một cách lạ kì, bị loài quỷ dữ "Võng Lượng" (魍魎) ám. Trong lúc trốn tránh khỏi những loài quỷ dữ, nhân vật chính dần dần hé lộ những bí mật và quá khứ đen tối về ngôi trường bị nguyền rủa.

## Cốt truyện
Trong giai đoạn khủng bố trắng tại Đài Loan, một nam sinh tên là Ngụy Trọng Đình (魏仲廷; Wei Chung Ting) ngủ gục trong lớp khi thầy giám thị Bạch (白教官) đến lớp để thẩm vấn cô giáo Ân Thuý Hàm (殷翠涵; Yin Tsui Han) về một danh mục sách. Sau đó cậu tỉnh giấc và thấy tất cả mọi người đã di tản vì có thông báo bão sắp tới. Cậu tình cờ gặp một nữ sinh khác, Phương Nhuế Hân (方芮欣; Fang Ray Shin), đang ngủ gục ở thính phòng của trường. Hai người họ cố gắng về nhà, nhưng cây cầu đã bị lũ cuốn trôi và dòng sông chuyển màu đỏ máu. Cả hai quyết định quay lại trường và ngồi chờ trong lớp của Đình. Đình quyết định đi tìm điện thoại để liên lạc và trò chơi chuyển đến cảnh Hân thức giấc trong thính phòng lần nữa, và lần này ngôi trường đã biến thành màu kinh dị đen tối với xác chết của Đình đang bị treo ngược lơ lửng trên sân khấu của thính phòng. Hân đi dọc theo hết ngôi trường, tránh né những loài ma quỷ, giải mã những bí mật, tìm manh mối và câu chuyện của cô dần dần được hé lộ:
Hân từng là một học sinh sáng giá của trường Thúy Hoa, nhưng cô dần mắc chứng trầm cảm do những vấn đề gia đình, tác động đến việc học hành. Bố cô nghiện rượu chè, bài bạc, ngoại tình và đánh đập vợ con. Sau đó bố cô bị bắt và mẹ cô chỉ bảo rằng bố cô ra đi vì "đã làm nhơ nhuốc bàn tay." Thiếu thốn tình cảm gia đình dẫn tới mối quan hệ giữa cô và thầy cố vấn Trương Minh Huy (張明暉; Chang Ming Hui), và hai người họ đã vượt trên mối quan hệ thầy trò. Thầy Trương cũng giấu Hân về chuyện thầy giúp cô Ân chuyển lậu những tựa sách bị cấm cho câu lạc bộ sách trái phép, nơi Đình là thành viên. Sau đó, cô Ân hay biết mối quan hệ thầy trò bất chính này, đã ngăn cấm thầy Trương. Hân nghe lén cuộc đối thoại giữa cô Ân và thầy Trương, rằng mối quan hệ giữa họ có thể làm nguy hại tới hoạt động của câu lạc bộ sách và cô giáo không cho phép thầy tiếp tục. Thầy Trương đành kết thúc mối quan hệ với Hân và khiến cô lại chìm vào tuyệt vọng. Trong một đêm giông bão, Hân thuyết phục Đình đưa cho cô danh sách những tựa sách bị cấm, và cô đã giao nộp nó cho thầy giám thị Bạch, một sĩ quan quân đội được giao nhiệm vụ quản lí trường Thúy Hoa, và cho rằng việc làm này sẽ khiến cô Ân bị đuổi việc. Nhưng cô Ân đã trốn khỏi Đài Loan và tiếp tục hoạt động nhân quyền ở các quốc gia khác rồi mất vào năm 50 tuổi vì bệnh lao phổi. Đình và các thành viên khác của câu lạc bộ, mặc dù đã xoá sạch các sách cấm, nhưng vẫn bị bắt tù 15 năm, và riêng thầy Trương bị xử tử. Hân được trao thưởng cho hành động của mình song lại bị bạn bè cùng lứa khinh bỉ là kẻ mách lẻo. Dằn vặt bởi hối hận, tội lỗi và cái chết của thầy Trương, Hân đã gieo mình tự sát từ tầng thượng của trường. Trò chơi là linh hồn của Hân đang đi vòng ngược lại kí ức như một hành động không chấp nhận tội lỗi.
Đến cuối trò chơi, bóng của Hân sẽ hỏi cô một số câu hỏi. Nếu người chơi từ chối thừa nhận tội lỗi quá khứ, bóng của Hân sẽ bảo rằng cô và Hân không phải là một, và sẽ dẫn tới kết thúc xấu. Hân sẽ đi trên một con đường dọc con sông nhuốm máu và xác chết với Đình, thầy Trương và cô Ân, nói rằng vòng đời của cô sẽ không thể giải thoát được. Cô đi vào thính phòng nơi mọi người vỗ tay tán dương và thưởng cô một đoạn dây thòng lọng, thứ mà cô sẽ dùng để treo cổ tự vẫn ngay trên sân khấu của thính phòng và vòng luẩn quẩn tội lỗi của cô vẫn lặp lại.
Nếu người chơi chọn lựa chọn thừa nhận tội lỗi quá khứ và sửa chữa lỗi lầm, Hân sẽ tìm thấy một chiếc máy bay giấy màu vàng chứa tâm thư tình yêu và lời từ biệt từ thầy Trương và dẫn cô tới phòng làm việc của thầy. Cô chứng kiến cảnh thầy Trương bị bắt và thầy bảo Hân rằng, loài người được sinh ra là để sống tự do, không sợ áp bức. Sau đó, trò chơi sẽ dẫn tới kết thúc đẹp. Người chơi quay lại nhân vật Đình, giờ đã là một ông cụ, dọc theo con đường trở về mái trường cũ với những biểu ngữ của cuộc Khủng bố trắng. Chuyến đi của Đình mở ra cuộc sống của cô Ân ở phần đời còn lại tại nước ngoài, lên tiếng chống đối nhà nước vì nhân quyền rồi ra đi vì bệnh lao. Ông trở về lớp học cũ và ngồi đối diện với ghế ngồi của bóng ma Hân như họ đã từng làm, trước khi Hân kết thúc vòng lặp vô tận của cái chết trong hối hận.

## Đón nhận
Trò chơi nhận được phản hồi tích cực từ cộng đồng. Rely On Horror trao 9 trên 10 điểm, nói rằng "mỗi mặt của từng bước đi hoà hợp trong Detention dẫn tới một bi kịch không thể tránh khỏi, nhấn chìm thế giới quanh bạn." Sau khi phát hành vào tháng 1 năm 2017, người dùng Steam đã đánh giá trò chơi rất tích cực. Detention dẫn đầu danh sách game trên Steam ở Đài Loan và đạt đến top 3 trên bảng xếp hạng Steam toàn cầu sau ba ngày ra mắt.
Trong tháng đầu tiên phát hành, Detention nhận được điểm cao nhất của người chơi trong năm với số điểm 8,4, và được xếm hạng 2 trong hạng mục những trò chơi trên máy tính năm 2017 bởi Metacritic, chỉ sau Resident Evil 7: Biohazard, xếp hạng 3 những trò chơi được chia sẻ nhiều nhất và hạng 6 những trò chơi máy tính được thảo luận nhiều nhất năm.